# Leyton House CG911
Chronologie des modèles (1991-1992-1993)
Leyton House CG901 Aucun
La Leyton House CG911, engagée dans le cadre du championnat du monde de Formule 1 1991, est la dernière monoplace construite par l'écurie britannique Leyton House Racing. Elle est pilotée par Mauricio Gugelmin et Ivan Capelli, remplacé par Karl Wendlinger en fin de saison. 
À la suite du désengagement de Leyton House et du rachat de l'écurie par un consortium  qui la renomme March Engineering, le châssis est simplement adapté à la règlementation en vigueur en 1992 et est rebaptisé March CG911B. Il est alors confié à Wendlinger et Paul Belmondo, remplacés par Jan Lammers et Emanuele Naspetti en cours de saison.
Faute de moyens, la CG911B est adaptée en une version C pour 1993. March confirme Lammers et l'associe à Jean-Marc Gounon, mais l'écurie disparaît avant le premier Grand Prix de la saison.

## Historique

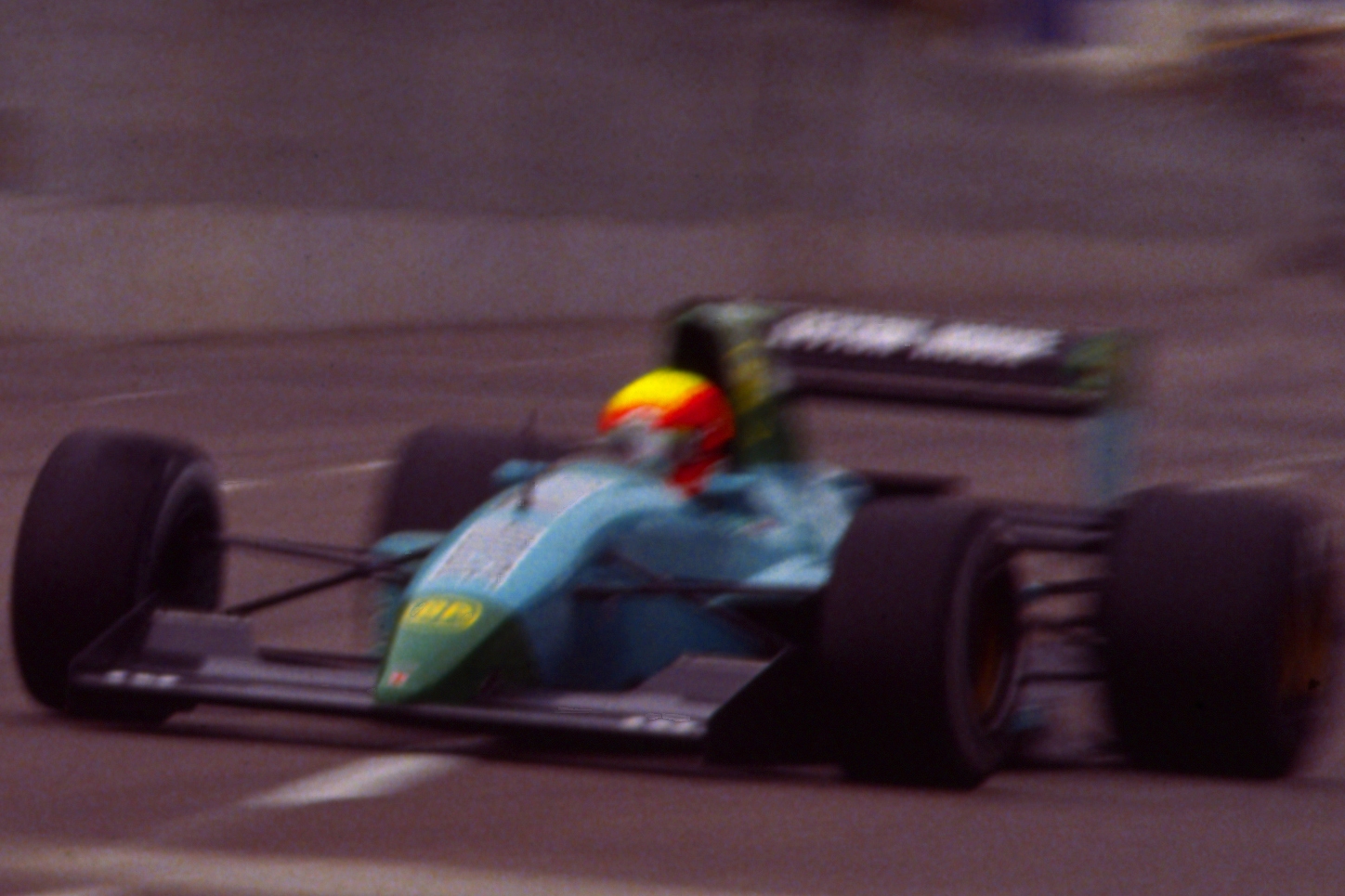
Mauricio Gugelmin à bord de la Leyton House CG901 au Grand Prix des États-Unis 1991.

En 1991, la CG911 est motorisée par un moteur V10 Ilmor. Malgré des performances modestes en qualifications, la CG911 se montre particulièrement fragile, tout comme le bloc Ilmor, Capelli franchissant la ligne d'arrivée pour la première fois de la saison au Grand Prix de Hongrie, dixième manche de la saison, où il marque le seul point de l'écurie britannique cette saison. En septembre, Akira Akagi, le propriétaire de l'écurie, est arrêté au Japon à la suite d'un scandale politico-financier, tandis que Capelli quitte l'écurie où il est remplacé par le novice autrichien Karl Wendlinger. L'écurie termine à la douzième place du championnat du monde des constructeurs.
L'écurie est rachetée par un consortium mené par Gustav Brunner, Bormans Bernard, John Byfield, Henny Vollenberg et Ken Marrable, qui la renomme March, l'ancien nom de l'équipe avant sa reprise par Leyton House. Le Français Paul Belmondo épaule Wendlinger pour 1992, au volant d'une monoplace qui n'est qu'une simple adaptation de la CG911 à la réglementation technique en vigueur cette saison. Si le jeune prodige autrichien se bat dans la première moitié du peloton et accroche une quatrième place au Grand Prix du Canada, Belmondo échoue à se qualifier à six reprises,. Les problèmes financiers de March affectent cependant le niveau de performance de la CG911B, qui se bat en fond de grille en fin de saison, malgré un moteur Ilmor plus fiable qu'en 1991. Emanuele Naspetti et Jan Lammers, qui retourne en Formule 1 après dix ans d'absence, remplacent alors Wendlinger et Belmondo grâce à leurs budgets de complément. En décembre 1992, afin de nouer des contacts avec d'éventuels partenaires commerciaux, l'écurie envisage de participer au Trofeo Indoor di Formula 1, une épreuve d'exhibition organisée en marge du Motor Show de Bologne, en confiant une CG911B à Naspetti, mais elle déclare finalement forfait.
Pour 1993, l'avenir de March en Formule 1 est incertain. Alors que Lammers et le novice Jean-Marc Gounon, pilote essayeur chez Larrousse, sont confirmés à la date butoir imposée par la FIA, mi-février, elle est au centre de rumeurs de rachat par un prince saoudien ou par Lysys, un consortium suisse. L'écurie se rend toutefois au premier Grand Prix de la saison, en Afrique du Sud, mais repart aussitôt, car elle n'a pas les moyens de payer la fourniture des moteurs Ilmor. Espérant régulariser sa situation pour la manche suivante, March disparaît peu après de la Formule 1,,.

## Résultats en championnat du monde de Formule 1
| Saison | Écurie              | Moteur         | Pneus    | Pilotes           | Courses | Courses | Courses | Courses | Courses | Courses | Courses | Courses | Courses | Courses | Courses | Courses | Courses | Courses | Courses | Courses | Points inscrits | Classement |
| Saison | Écurie              | Moteur         | Pneus    | Pilotes           | 1       | 2       | 3       | 4       | 5       | 6       | 7       | 8       | 9       | 10      | 11      | 12      | 13      | 14      | 15      | 16      | Points inscrits | Classement |
| ------ | ------------------- | -------------- | -------- | ----------------- | ------- | ------- | ------- | ------- | ------- | ------- | ------- | ------- | ------- | ------- | ------- | ------- | ------- | ------- | ------- | ------- | --------------- | ---------- |
| 1991   | Leyton House Racing | Ilmor LH10 V10 | Goodyear |                   | USA     | BRÉ     | SMR     | MON     | CAN     | MEX     | FRA     | GBR     | ALL     | HON     | BEL     | ITA     | POR     | ESP     | JAP     | AUS     | 1               | 12e        |
| 1991   | Leyton House Racing | Ilmor LH10 V10 | Goodyear | Maurício Gugelmin | Abd     | Abd     | 12e     | Abd     | Abd     | Abd     | 7e      | Abd     | Abd     | 11e     | Abd     | 15e     | 7e      | 7e      | 8e      | 14e     | 1               | 12e        |
| 1991   | Leyton House Racing | Ilmor LH10 V10 | Goodyear | Ivan Capelli      | Abd     | Abd     | Abd     | Abd     | Abd     | Abd     | Abd     | Abd     | Abd     | 6e      | Abd     | 8e      | 17e     | Abd     |         |         | 1               | 12e        |
| 1991   | Leyton House Racing | Ilmor LH10 V10 | Goodyear | Karl Wendlinger   |         |         |         |         |         |         |         |         |         |         |         |         |         |         | Abd     | 20e     | 1               | 12e        |
| 1992   | March F1            | Ilmor LH10 V10 | Goodyear |                   | AFS     | MEX     | BRÉ     | ESP     | SMR     | MON     | CAN     | FRA     | GBR     | ALL     | HON     | BEL     | ITA     | POR     | JAP     | AUS     | 3               | 9e         |
| 1992   | March F1            | Ilmor LH10 V10 | Goodyear | Karl Wendlinger   | Abd     | Abd     | Abd     | 8e      | 12e     | Abd     | 4e      | Abd     | Abd     | 16e     | Abd     | 11e     | 10e     | Abd     |         |         | 3               | 9e         |
| 1992   | March F1            | Ilmor LH10 V10 | Goodyear | Jan Lammers       |         |         |         |         |         |         |         |         |         |         |         |         |         |         | Abd     | 12e     | 3               | 9e         |
| 1992   | March F1            | Ilmor LH10 V10 | Goodyear | Paul Belmondo     | Nq      | Nq      | Nq      | 12e     | 13e     | Nq      | 14e     | Nq      | Nq      | 13e     | 9e      |         |         |         |         |         | 3               | 9e         |
| 1992   | March F1            | Ilmor LH10 V10 | Goodyear | Emanuele Naspetti |         |         |         |         |         |         |         |         |         |         |         | 12e     | Abd     | 11e     | 13e     | Abd     | 3               | 9e         |
| 1993   | March F1            | Ilmor LH10 V10 | Goodyear |                   | AFS     | BRÉ     | EUR     | SMR     | ESP     | MON     | CAN     | FRA     | GBR     | ALL     | HON     | BEL     | ITA     | POR     | JAP     | AUS     | 0               | Non classé |
| 1993   | March F1            | Ilmor LH10 V10 | Goodyear | Jean-Marc Gounon  | Forf.   |         |         |         |         |         |         |         |         |         |         |         |         |         |         |         | 0               | Non classé |
| 1993   | March F1            | Ilmor LH10 V10 | Goodyear | Jan Lammers       | Forf.   |         |         |         |         |         |         |         |         |         |         |         |         |         |         |         | 0               | Non classé |

Légende : ici 